# 1948年ミード湖B-29墜落事故
1948年ミード湖B-29墜落事故（1948ねんミードこB-29ついらくじこ、1948 Lake Mead Boeing B-29 crash）は、1948年に発生した航空事故である。1948年7月21日、アメリカ空軍所属のボーイング F-13偵察機（B-29爆撃機の写真偵察機仕様）がネバダ州ミード湖の湖中に墜落した。

## 経緯
ミード湖に墜落した45-21847号機は、1945年9月13日にB-29爆撃機として就役した。1947年、武装を除去した上で写真偵察機仕様（F-13偵察機）に改装され、超高層大気研究プロジェクトの任務に就いた。プロジェクトの目的は、太陽から方向や位置を判断する大陸間弾道ミサイル誘導装置の開発を行うことであった。この誘導装置はサン・トラッカー（Sun Tracker）と呼ばれ、試験の為には高高度飛行から急降下した上で低空飛行を続けられる機体が必要とされていた。そして、与圧室を備えた最初の大量生産機であった点、第二次世界大戦の終結によって多数の余剰機が国内に存在していた点から、B-29爆撃機が試験機としては最適とされたのである。
1948年7月21日、45-21847号機はミード湖の東で高度30,000フィート (9,100 m)への上昇を行なった後、機長ロバート・M・マディソン大尉（Robert M. Madison）と乗組員は降下して湖面から300フィート (91 m)少しで水平飛行に移った。後に乗組員が語ったところによれば、この時ミード湖の湖面が鏡のように日光を反射していたという。このため高度の判断がかなり難しくなっていた。45-21847号機は、緩やかに高度100 ft (30 m)以下まで降下し、ついに速度250 mph (400 km/h)で着水し、そのまま湖面上を跳ねながら進んだ。この時に4つのエンジンのうち3つが機体から外れ、残りの1つは炎上した。45-21847号機はなんとか高度約250 ft (76 m)まで上昇したが、まもなく機首を持ち上げた姿勢で再度着水し、緩やかに滑走して停止した。5名の乗組員は全員が救命筏で脱出し、救助されるまで湖に沈みゆく45-21847号機を眺めていた。
乗組員は事故から6時間後に救助され、任務や事故の詳細について一切語らないようにとの指示が与えられた。プロジェクト自体が機密（classified）に指定されていた為、彼らの任務および事故の詳細が公表されたのは事故から50年後のことである。
2001年、民間のダイビング・チームがサイドスキャンソナーを用いて45-21847号機の捜索を行い、ミード湖北部で残骸を発見した。国立保養地内だった為、墜落地点は国立公園局の管理下に置かれた。

## B-29爆撃機 45-21847号機
墜落機自体は国家歴史登録財に登録されている。2007年7月からの6ヶ月間、国立公園局は墜落地点を厳しい条件の元ながらダイビングスポットとして試験的に開放した。2008年には保全活動の為にダイビングスポットが再び閉鎖された。

## フィクションでの登場
2010年のビデオゲーム『Fallout: New Vegas』には、ミード湖に沈むB-29爆撃機に関連したクエストが存在する。このクエストでは、ネリス空軍基地の廃墟に暮らすブーマー（the Boomers）という人々の依頼を受け、主人公は湖中に沈むB-29爆撃機を回収することになる。その後、ブーマーらはこのB-29爆撃機を飛行可能な状態まで修理する 。